# Periclimenes denticulatus
Periclimenes denticulatus är en kräftdjursart som beskrevs av Giuseppe Nobili 1906. Periclimenes denticulatus ingår i släktet Periclimenes och familjen Palaemonidae. Inga underarter finns listade i Catalogue of Life.